# CHC Helikopter Service

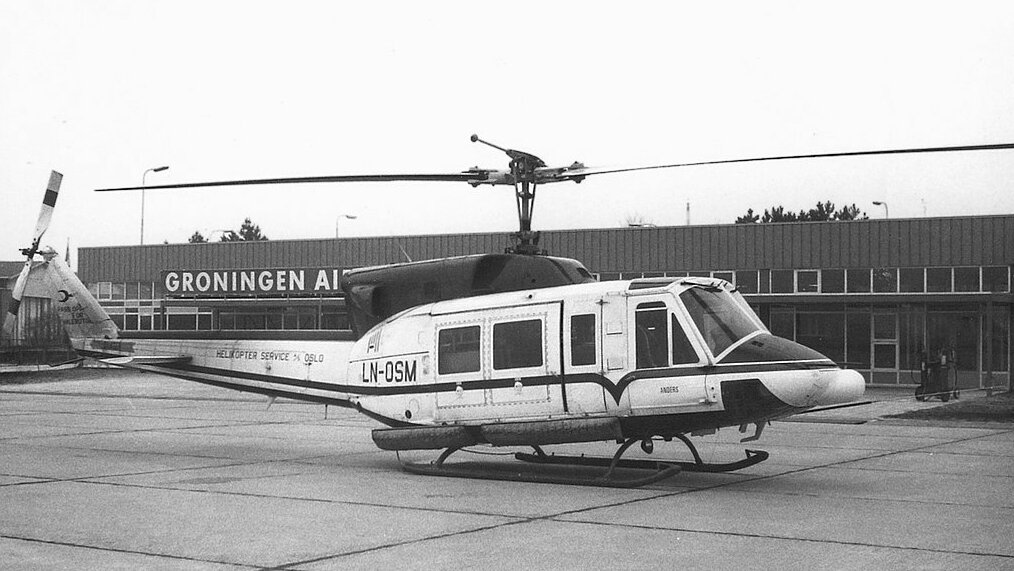
En Helikopter Service Bell 212

CHC Helikopter Service AS, tidigare Helikopter Service AS, är ett norskt helikopterbolag som transporterar personal och förnödenheter mellan det norska fastlandet och offshore-plattformar i Nordsjön. Huvudkontoret ligger i Stavanger. Företaget är sedan 1999 ett helägt dotterföretag till kanadensiska CHC Helicopter Corporation. 

## Historik
Företaget grundades 1956 som Scancopter-Service A/S med olika små helikoptrar. År 1966 införskaffades två större Sikorsky S-61 för offshore-tjänster, och företagets namn ändrades till Helikopter Service. Omkring 1980 flög företaget med omkring 20 stora helikoptrar, och hade vid denna tid Scandinavian Airlines och Fred. Olsen som ägare.
Från 1982 inköptes nya helikoptrar av typ Eurocopter AS332 Super Puma och senare Eurocopter Super Puma 2. Helikopter Service dominerade länge marknaden för offshore-helikoptertjänster i Norge. Vid slutet av 1980-talet verkade tre ytterligare företag på denna marknad: Lufttransport, Mørefly och Braathens Helikopter, men 1992 hade Helikopter Service köpt sina tre konkurrenter. 
År 1993 började företaget också flyga Eurocopter AS365 Dauphin med kapacitet för Search and Rescue. 
År 1996 köptes det brittiska Bond Helicopters, dess dotterbolag i Australien Lloyd Helicopters och senare det sydafrikanska Court Helicopters.
CHC Helicopter köpte Helikopter Service 1999 och ändrade namnet 2000 till CHC Helikopter Service. År 2000 såldes dotterföretaget Lufttransport till Norwegian Air Shuttle och svenska Heliflyg till Osterman Helicopter.
CHC Helikopter Service sålde 2005 Lufttransport till Norsk Helikopter.